# Max Bravmann
Max Bravmann (3. Juli 1909 in Eppingen – 16. September 1977 in New York) war ein Hochschullehrer für Semitische Philologie.

## Familie
Max Bravmann wurde als Sohn des Samuel Bravmann (geb. 26. Juni 1880 in Unteraltertheim; gest. 28. Mai 1958 in Heidelberg) und der Regina geb. Ettlinger (geb. 25. März 1882 in Eppingen; gest. 1. Juni 1945 in Jerusalem) geboren. Seine Geschwister waren Siegfried (* 3. Januar 1905), Elsa (* 22. Juli 1907) und Ruth (* 25. April 1914). Der Vater von Max Bravmann war jüdischer Religionslehrer an der Höheren Bürgerschule in Eppingen und Chasan der jüdischen Gemeinde in Eppingen.

## Leben
Max Bravmann trat 1918 in das Realgymnasium in Eppingen ein und wechselte 1923 zur Oberrealschule Heilbronn, wo er 1927 das Abitur ablegte. Von 1927 bis 1932 studierte er an der Universität Breslau Semitische Philologie, Assyriologie und Philosophie. Gleichzeitig machte er eine Rabbinerausbildung beim Jüdisch-Theologischen Seminar in Breslau. Bei Carl Brockelmann wurde er 1932 promoviert. 
1932/33 war Max Bravmann Assistent am Orientalischen Institut der Universität Gießen. Da er in der Zeit des Nationalsozialismus als Jude keine Berufschancen hatte, emigrierte er 1934 nach Palästina, wo er den Namen Meïr Bravmann annahm. An der Hebräischen Universität Jerusalem wurde Max Bravmann Forschungsassistent. Nachdem er keine Aussicht auf eine Professorenstelle hatte, emigrierte er 1951 in die USA und unterrichtete an der Columbia University in New York.

## Schriften (Auswahl)
- Materialien und Untersuchungen zu den phonetischen Lehren der Araber. Göttingen 1934 (gleichzeitig Dissertation der Universität Breslau 1932)
- Studies in arabic and general syntax. Institut français d’archéologie orientale, Kairo 1953
- The arabic elative. A new approach. Leiden 1968
- The spiritual background of early Islam: studies in ancient arab concepts. Leiden 1972